# Comiket
Comiket (コミケット?, Komiketto), conosciuto anche come Comic Market (コミックマーケット?, Komikku Māketto) o CM, è la più grande manifestazione dedicata ai fumetti al mondo. Viene tenuta due volte all'anno a Tokyo, in Giappone. La manifestazione dura due o tre giorni ed è un'occasione per molti disegnatori esordienti per pubblicizzare i propri lavori, soprattutto dōjinshi. Poiché gli oggetti venduti ad un Comiket sono considerati rari ed estremamente preziosi (in quanto un dōjinshi è raramente ristampato), alcuni possono essere trovati nei negozi con prezzi fino a 10 volte quelli originali.
Ogni Comiket viene organizzato da un comitato speciale, chiamato Comitato per la Preparazione del Comic Market (コミックマーケット準備会?, Komikku Maketto junbikai).

## Storia

### Presupposti
All’inizio degli anni settanta si resero disponibili, al grande pubblico, mezzi di stampa offset economici e fotocopiatrici che permisero una più economica riproduzione e distribuzione di manga amatoriali, come del resto testi politici e letterari. Le nuove tecnologie permisero la nascita di piccole tipografie e case editrici attraverso le quali persone di ogni ceto e mezzi poteva stampare e riprodurre il proprio lavoro senza ricorrere alle grandi case editrici. Questa alternativa produzione culturale fu definita minikomi (mini comunicazione) in alternativa alla comunicazione di massa (masukomi). Le forme più diffuse di minikomi, in Giappone, sarebbero state proprio i manga amatoriali.

### Nascita e sviluppo
Nel 1975 un gruppo di giovani studenti dell'Università Meiji appassionati di manga formato da Yoshihiro Yonezawa (米沢 嘉博?), Teruo Harada (原田 央男?) e Jun Aniwa (亜庭 じゅん?) fondarono un circolo, dōjin (同人?), per promuovere lo sviluppo e la diffusione del manga amatoriale. Lo scopo era creare un grande raduno pubblico, da tenersi più volte all’anno, dove i manga amatoriali potevano trovare mercato e diffusione.
(Intervista di Sharon Kinsella a Yoshihiro Yonezawa ( Tokyo, luglio 1994))
Il primo Comiket si tenne nel dicembre del 1975, vi parteciparono 32 circoli con un'affluenza di 600 persone. Queste cifre crebbero gradualmente tra il 1975 e il 1986, con un aumento esponenziale tra il 1986 e 1992. Nei primi dieci anni il comiket si teneva tre giorni all’anno, con la crescita del pubblico, l’evento fu riprogrammato in due diversi weekend ad agosto e dicembre nel centro fieristico di Harumi a Tokyo. A metà degli anni settanta, quando il raduno aveva dimensioni relativamente piccole, molti artisti dilettanti divennero professionisti, tra questi: Hisaichi Ishii (石井 壽一?), Saimon Fumi ((柴門ふみ?), Rumiko Takahashi (高橋 留美子?). Quando il mezzo amatoriale crebbe, negli anni ottanta sempre meno artisti dilettanti approdarono alla produzione commerciale. La sua esistenza incoraggiava comunque la nascita di nuovi circoli nei licei, nelle università e fra gli amatori un po’ ovunque nel paese. I teorici hanno sviluppato l’idea che questo genere di sottoculture possano operare come “economie culturali ombra”, offendo ad individui mancanti di un'educazione ufficiale e dello status sociale che ne deriva l’accesso ad un mondo alternativo dove potersi esprimere, confrontare, crescere. Negli anni il Comiket è divenuta una struttura centrale del medium del manga amatoriale.

## Date e numeri

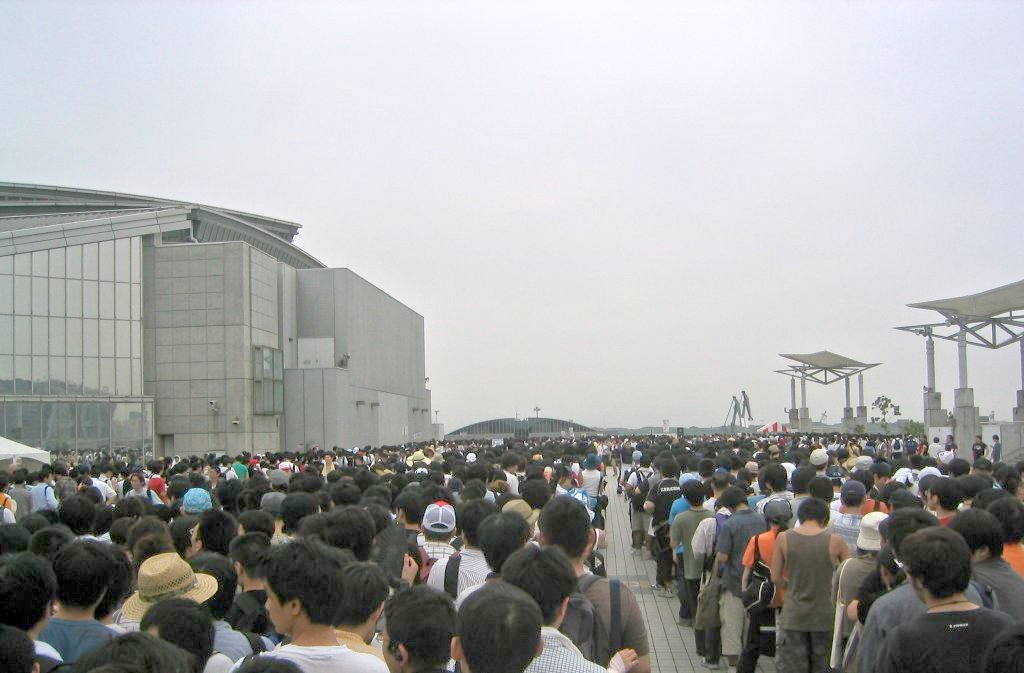
La fila per entrare ad un Comiket.

I Comiket hanno luogo al Tokyo Big Sight due volte l'anno, in agosto (solitamente nella stessa settimana del festival del Bon) e in dicembre (solitamente il 29 e il 30). I due eventi vengono comunemente chiamati "Comiket d'estate" (夏コミ?, Natsu-komi) e "Comiket d'inverno" (冬コミ?, Fuyu-komi). Attualmente il Comiket ha raggiunto l'edizione numero 95 nel dicembre 2018. L'HARU Comic City (HARUコミックシティ?, HARU Komikku Shiti), una manifestazione simile al Comiket che si tiene in primavera, viene da alcuni chiamato "Comiket di primavera" (春コミ?, Haru-komi), ma tale definizione è erronea in quanto gli organizzatori dei due eventi non sono gli stessi.
I Comiket attraggono un altissimo numero di persone ogni anno. Durante il 62° Comiket dell'estate 2004, circa 35.000 circoli erano presenti alla manifestazione, mentre il numero dei partecipanti totali toccò le 510.000 unità. Ad ogni circolo viene offerta un'unica piazza (chiamata space) dove mostrare i propri lavori. Poiché questi posti sono solitamente molto ristretti, tuttavia, ogni circolo può fare richiesta di avere due piazze per sé. Visto l'alto numero di richieste, ogni anno le doppie piazze vengono assegnate tramite sorteggio.

## Caratteristiche

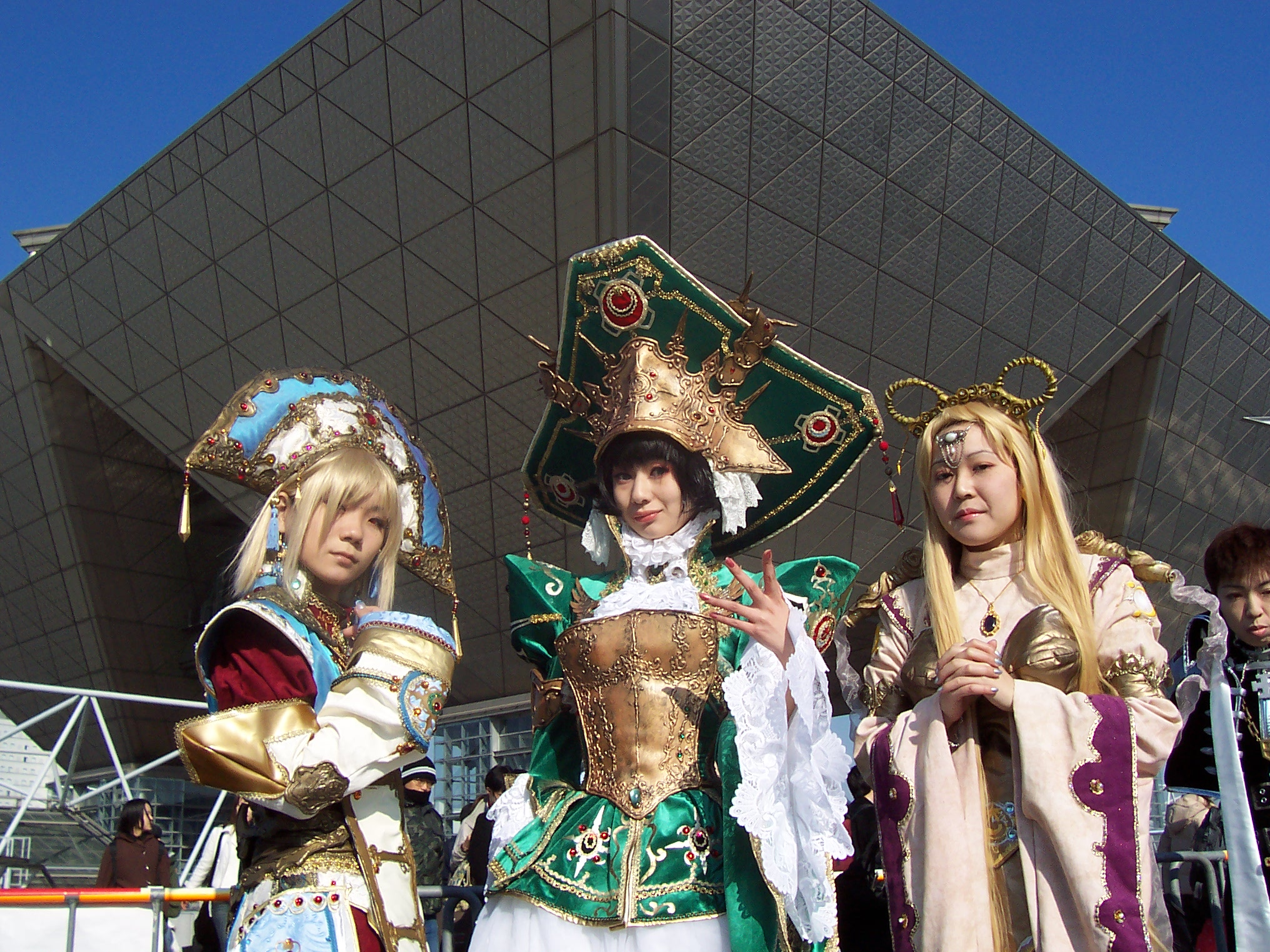
Cosplayer al 69° Comiket.

I Comiket sono la più grande manifestazione di fumetti al mondo e una delle più grandi al coperto in generale. Il Super Comic City, anche se in grandezza e numero di partecipanti vi si avvicina, resta comunque secondo.
In queste manifestazioni è possibile trovare qualsiasi cosa: manga, anime, CD musicali, dōjinshi incentrati sulla vita delle idol, materiale per i cosplay (in particolare vestiti in stile gothic lolita) e oggetti costruiti artigianalmente come accessori, hardware o bambole. L'evento riunisce decine e decine di subculture giapponesi, e non è difficile trovarvi circoli composti da persone che non hanno nulla in comune con gli altri, come per esempio infermieri, piloti d'aereo, amanti del giardinaggio, degli animali, del tè.
I generi poco conosciuti hanno una grande possibilità di ampliare il loro target e farsi conoscere al grande pubblico. A causa del grande numero di pubblico, molti circoli adeguano la loro tabella di marcia in relazione a questi eventi in modo da non pubblicare la maggior parte dei loro lavori durante l'anno e tenerli in serbo per i Comiket.

## Origine del nome

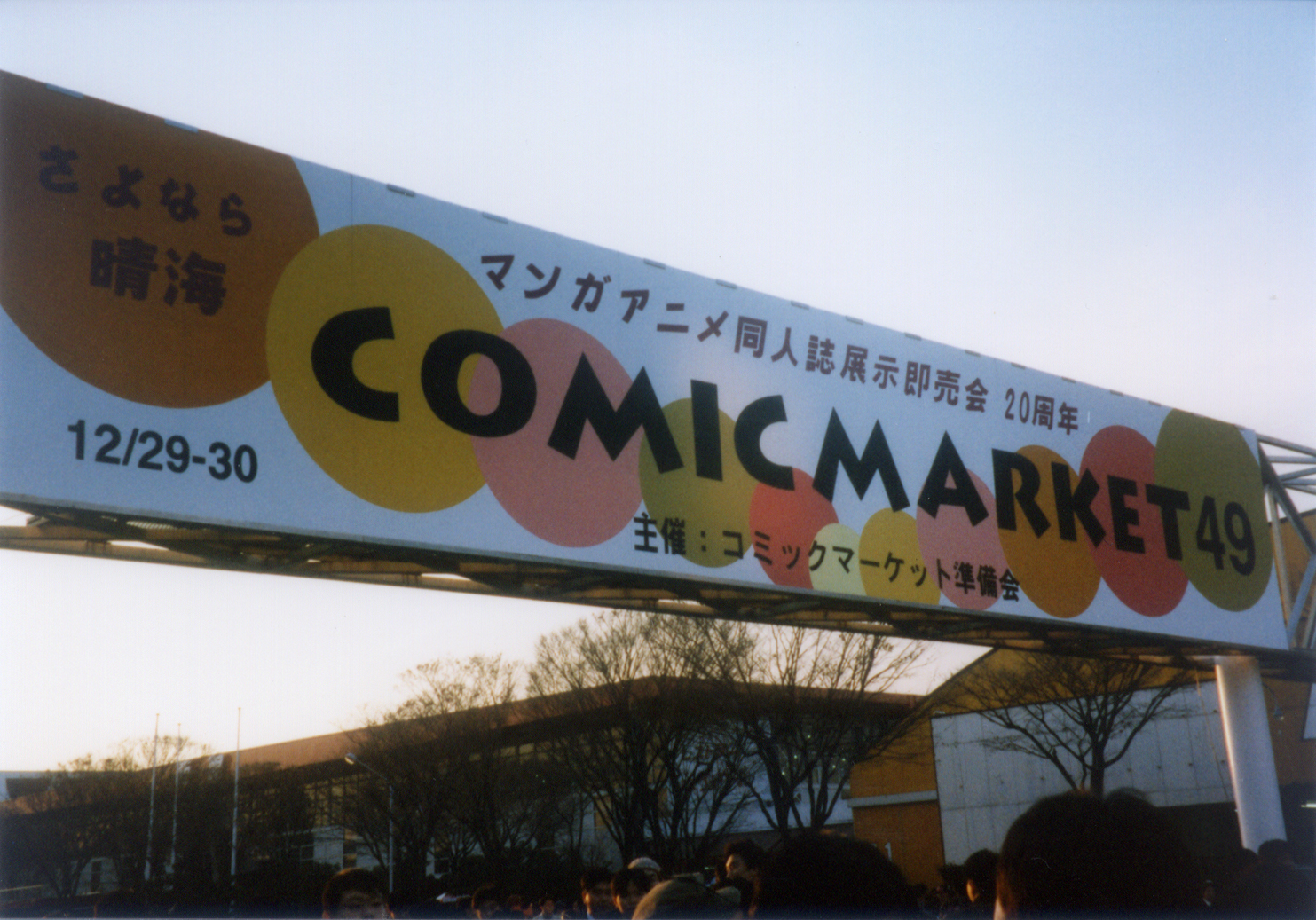
Striscione all'entrata del C49.

Il nome Comic Market (コミックマーケット?, Komikku Māketto) è spesso abbreviato in Comiket (コミケット?, Komiketto) o Comike (コミケ?, Komike). In origine la manifestazione si chiamava Comic=Market (Komikku=Māketto?), che resta tutt'oggi il nome formale. Tutti 4 i nomi, abbreviazioni comprese, sono state registrate nel 1998.
Ad ogni Comiket viene assegnato un nome nel formato "Comic Market X", dove X è il numero di volte cui si è tenuto l'evento, escludendo i Comiket speciali; molti abbreviano questo nome in "CX" per comodità. Il Comiket tenutosi dal 12 al 14 agosto 2005, il 68° in ordine crescente, viene chiamato per esempio "Comic Market 68", abbreviato "C68", mentre il Comiket tenutosi dal 29 al 31 dicembre 2009 è stato il C77.

Il primo Comic Market tenutosi, tuttavia, viene chiamato da tutti con il nome originario "Comic=Market". La forma contratta del nome cominciò ad essere usata a partire dal quarto e quinto Comiket.

## Cataloghi
Data l'estensione di ogni Comiket, trovare un singolo circolo in mezzo agli altri è un'impresa quasi impossibile. Per questa ragione vengono stampati per ogni evento dei cataloghi che contengono una lista di tutti i circoli partecipanti, mappe del sito della manifestazione, indicazioni su come raggiungere determinati luoghi, regole da seguire e almeno una o più immagini per ogni circolo.

I cataloghi cominciano in genere ad essere venduti in molte librerie un mese prima dell'evento, e sono comunque sempre reperibili davanti all'entrata della manifestazione, in genere venduti da membri dello staff.
Visto il numero di circoli che prendono parte all'evento, ogni catalogo è solitamente spesso diversi centimetri e conta all'attivo più di 1 000 pagine di lunghezza. Nel corso degli anni alcuni cataloghi sono addirittura arrivati a pesare diversi chili.
A partire dal 56° Comiket sono entrati in commercio anche le versioni digitali dei cataloghi in forma di CD. Alcune delle funzioni presenti nel CD-ROM includono:
- Funzioni di ricerca avanzate specificando giorno, luogo, circolo, titolo e genere dell'opera che si vuole cercare;
- Creazione di liste multi-colore;
- Mappe e liste personalizzate stampabili;
- Mappa interattiva del luogo della manifestazione;
- Possibilità di introduzione ed eliminazione di informazioni sui vari circoli;
- Possibilità di salvare le liste di informato *.csv per utilizzarle come fogli elettronici;

I CD-ROM vengono messi in commercio una settimana dopo la versione stampata dei cataloghi.

## Manifestazioni speciali
Nel corso degli anni si sono tenute diverse edizioni del Comiket, soprattutto a scopo celebrativo. Questi eventi non sono tenuti in considerazione nel conteggiare il numero di Comiket organizzati.
Comiket Special (コミケットスペシャル?, Komiketto Supesharu)
Una manifestazione speciale tenutasi nel maggio del 1978. Venne organizzata in origine per riparare al deficit causato dalla precedente manifestazione, ma alla fine non fece che peggiorarlo.
Comiket IN Hitotsubashi Omatsuri (コミケットIN一橋祭?, Comiket nel festival dell'Hitotsubashi)
Tenutosi nel novembre del 1978 come parte del festival tenuto nel campus dell'Università Hitotsubashi
Sayonara Harumi!! Comiket Special (さよなら晴海!!コミケットスペシャル?, Addio Harumi! Comiket Special)
Tenutosi nel marzo del 1996 in occasione della chiusura dell'Harumi, il precedente sito d'esposizione del Comiket.
Rizokomi in Okinawa (Comiket Special 3) (リゾコミ in 沖縄（コミケットスペシャル3)?)
Tenutosi nel marzo del 2000 nella città di Ginowan (prefettura di Okinawa) per festeggiare i 25 anni del Comiket.
30 shūnen kinen 24-tai (!?) Comiket Special 4 (30周年記念24耐（!?）コミケットスペシャル4?, Commemorazione per l'anniversario dei 30 anni a prova di 24 (!?) Comiket Special 4)
Tenutosi nel marzo del 2005 per festeggiare i 30 anni del Comiket. L'intero luogo della manifestazione fu allestito in sole 24 ore, da cui il titolo dell'evento.